# Eulalia trispicata
Eulalia trispicata är en gräsart som först beskrevs av Schult., och fick sitt nu gällande namn av Johannes Jan Theodoor Henrard. Eulalia trispicata ingår i släktet Eulalia och familjen gräs. Inga underarter finns listade i Catalogue of Life.